# 8240부대
8240부대(영어: 8240th Army Unit)는 한국 전쟁 당시 미국 육군의 비정규전 전문 부대이다. 미군이 관할, 운용했지만 한국인으로 구성되었다.
KLO 첩보부대가 이 부대에 흡수되었기 때문에 공식 명칭은 '미국 육군 제8240부대'이지만 국내에서는 8240부대와 예하 10여 개의 부대(동키부대, 레오파드부대, 백호부대, 유격백마부대, 을지타이거 부대 등등)들을 총칭해서 'KLO부대 / 켈로부대' 혹은 'KLO·8240부대' 등으로 부르고 있다.
정리하자면 협의의 KLO부대 / 켈로부대는 KLO 첩보부대를 의미하고, 광의의 KLO부대 / 켈로부대는 한국 전쟁 당시 미군이 운용하고 한국인이 대원으로 활약한 대부분의 첩보부대와 유격부대를 총칭하는 의미로 사용되고 있다.
한국 전쟁 동안 수많은 첩보 활동, 유격전, 사보타주, 조종사 및 포로 구출 임무 등을 수행하며 무수히 많은 희생을 치렀지만 부대 특성상 비밀리에 운영되고 정규군이 아니었기 때문에 지금까지도 많은 부분이 자세히 알려져 있지 않다.

## 역사

### KLO 첩보부대
극동사령부 찰스 A. 윌로우비는 북한 내부에서의 첩보 활동을 위해 북한 지역에서 활동하던 정의사(正義社)와 백의사(白衣社) 등의 민간 대북첩보조직을 1948년 8월 24일에 하나로 묶어 "Korea Liaision Office"를 조직하고 반도호텔 2층 202호실에 본부를 설치하였다. 1949년 6월 1일에 정식부대가 되었다.
제8군 G2 부서의 감독관은 KLO 파견대원 20명과 제441CIC 분견대를 묶어서 훈련시킨 다음, 제1(I), 9(IX), 10(X)의 3개 군단을 지원하는 "제8177부대, 전술 연락국(Tactical Liaision Office (TLO), 8177th Army Unit(Tactical Intelligence))"으로 편성하였다.
전쟁 동안, 북한 지역에서의 게릴라/첩보작전 외에도 미국 육군의 제187연대전투단에도 5명이 파견된 바 있다.

### 제8240부대
1951년 7월에 미군이 지원/운용하던 KLO 첩보부대 비롯 여러 한국인 유격부대들이 통합되어 제8240부대로 확대 개편되었다.
1952년 제8240부대 사령부 밴더풀 중령이 북한군을 교란시키기 위해 대원 14명에게 제2차 세계대전 당시 독일 비밀경찰복(SS uniform)을 입혀 해주 인근지역으로 투하시킨 일화가 있다.
1952년 11월에 주한 유엔군 유격부대 (United Nations Partisan Forces Korea) 개명하였다.
1953년 7월에 휴전이 되자 예하 부대들이 해체되기 시작하여 1954년 2월까지 대원들은 정식 군번과 계급을 부여받고 육군의 여러 부대들로 분산 배치되었다.
이후, 대한민국 국군에 계속 남은 KLO 출신자들을 창설요원으로 해서 1958년에 제1공수특전단이 창설되었고, 이 제1공수특전단은 이후 육군특수전사령부의 근간 부대가 된다.

## 같이 보기
- 육군특수전사령부
- KLO (첩보부대)
- 주한 유엔군 유격부대
- 주한 합동 고문단
- 영도유격대
- 대한민국 특수부대
- 제1공수특전여단

## 참고 자료
- 한국전쟁의 유격전사 - 군사편찬연구소 보관됨 2019-09-05 - 웨이백 머신
- 6.25전쟁 시 유격대의 지원 활동 - 국가보훈처
- 8240부대 - 국가기록원
- 8240 부대와 미군 말콤 중위의 인연
- 백호 게릴라 부대 활약상과 말콤 전 대령의 회고
- 박인규 (2006년 1월 14일). “육이오 때의 '켈로부대'를 아십니까”. 프레시안. 2014년 7월 14일에 확인함.
- 이창건 (2005년 12월 22일). 《KLO의 한국전 비사》. 지성사. ISBN 9788978891271.
- Gordon L. Rottman (2002). 《korean war Order of Battle: United States, United Nations, and Communist Ground, Naval, and Air Forces, 1950-1953》 (영어). Greenwood Publishing Group. 16쪽. ISBN 9780275978358.
- Boose, Donald W. (2016년 3월 23일). 《The Ashgate Research Companion to the Korean War》 (영어). Routledge. 2017년 2월 2일에 확인함.
- Finnegan, John P. “The Evolution of US Army HUMINT: Intelligence Opertions in the Korean War” (PDF) (영어). 2020년 11월 17일에 원본 문서 (PDF)에서 보존된 문서. 2017년 2월 18일에 확인함.
- Kipler, Richard L. (2003년 7월). “Unconventional Warfare in Korea: Forgotten aspect of the 'Forgotten War'” (영어) 16판. 존 F. 케네디 특수전센터학교: 26-37. 2008년 7월 7일에 확인함.